# Modello di Nambu – Jona-Lasinio

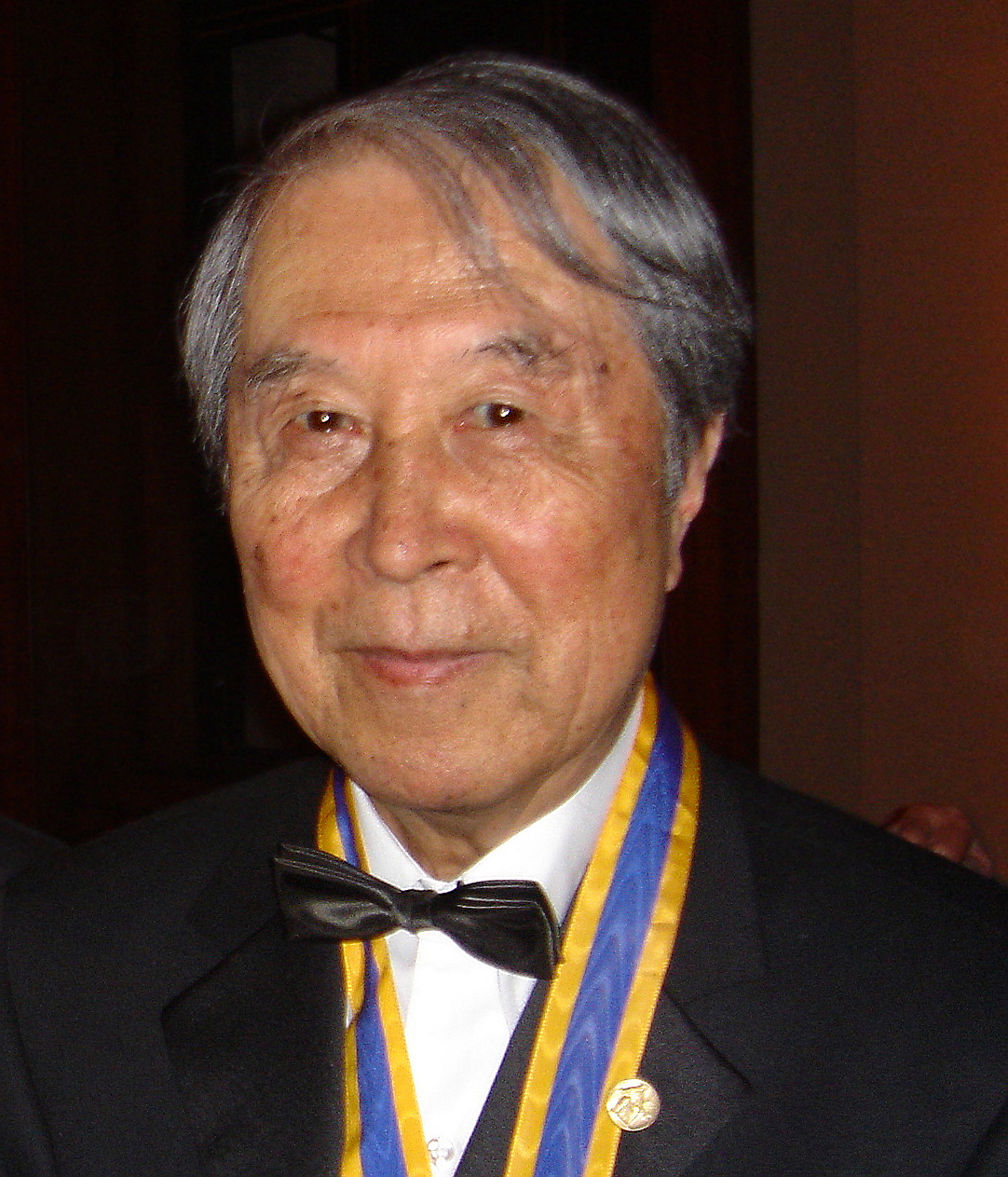
Il premio Nobel nippo-statunitense Yōichirō Nambu, uno dei due padri della teoria

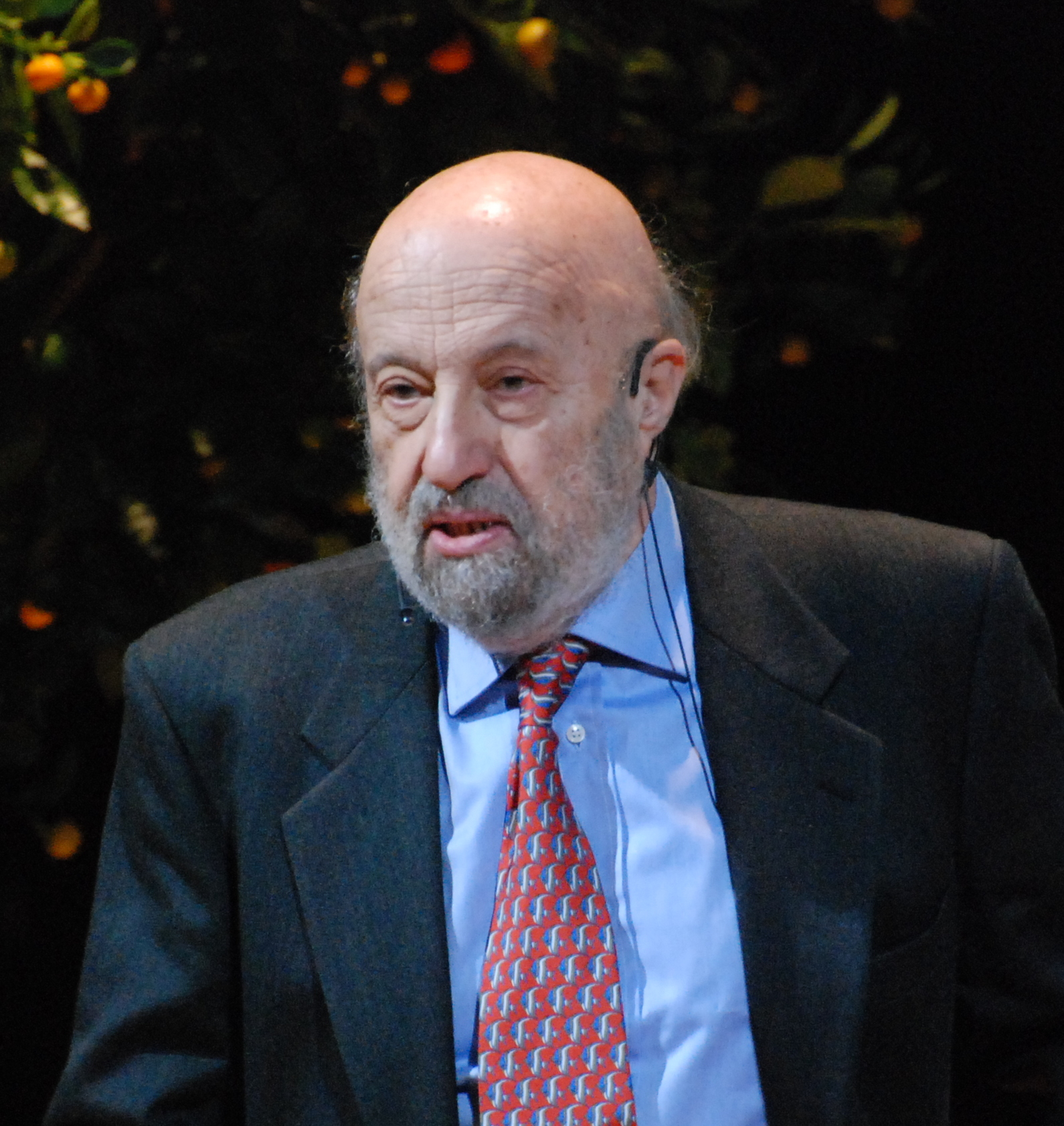
L'altro padre, l'italiano Giovanni Jona-Lasinio

Nella teoria quantistica dei campi, il modello di Nambu – Jona-Lasinio è una complessa teoria che riguarda nucleoni e mesoni. È così chiamata in onore dei fisici Yōichirō Nambu (Nobel nel 2008) e Giovanni Jona-Lasinio, i quali l'hanno esposta, su Physical Review, in due articoli del 1961. Una simile teoria è stata parallelamente sviluppata, nell'URSS, da  Valentin Vaks e Anatoly Larkin.
Similmente alla costruzione di una coppia di Cooper da elettroni (nella teoria BCS della superconduttività), tale condensato risultano costruiti fermioni Dirac aventi simmetria chirale (donde "limite, approssimazione chirale") in uno spaziotempo avente un numero pari di dimensione. In particolare, il modello è il prodotto delle interazioni di quattro fermioni. La teoria è considerata come un'approssimazione, per basse energie, della più nota cromodinamica quantistica; a differenza di questa, non prevede perturbazioni. Inoltre, tale modello non prevede il confinamento e non è rinormalizzabile in uno spaziotempo a quattro dimensioni.
Pertanto, il modello costituisce, oltre che una buona approssimazione, una teoria di campo efficace bisognosa di completamento ultravioletto (UV).

## Caso mono-sapore
Nel caso mono-sapore, la lagrangiana è
{\displaystyle {\mathcal {L}}=\,i\,{\bar {\psi }}\partial \!\!\!/\psi +{\frac {\lambda }{4}}\,\left[\left({\bar {\psi }}\psi \right)\left({\bar {\psi }}\psi \right)-\left({\bar {\psi }}\gamma ^{5}\psi \right)\left({\bar {\psi }}\gamma ^{5}\psi \right)\right]=\,i\,{\bar {\psi }}_{L}\partial \!\!\!/\psi _{L}+\,i\,{\bar {\psi }}_{R}\partial \!\!\!/\psi _{R}+\lambda \,\left({\bar {\psi }}_{L}\psi _{R}\right)\left({\bar {\psi }}_{R}\psi _{L}\right).}
Analogamente alla teoria BCS, i termini proporzionale al lambda sono le interazioni di quattro fermioni. La simmetria globale del modello è U(1)Q×U(1)χ (Q è la carica ordinaria del fermione; χ è la carica chirale). La rottura spontanea della simmetria chirale è prevista (tuttavia, le cariche restano simmetriche).

## Caso N-sapore
Nel caso di N sapori (N=3 in quanto segue), la lagrangiana è
{\displaystyle {\mathcal {L}}=\,i\,{\bar {\psi }}_{a}\partial \!\!\!/\psi ^{a}+{\frac {\lambda }{4N}}\,\left[\left({\bar {\psi }}_{a}\psi ^{b}\right)\left({\bar {\psi }}_{b}\psi ^{a}\right)-\left({\bar {\psi }}_{a}\gamma ^{5}\psi ^{b}\right)\left({\bar {\psi }}_{b}\gamma ^{5}\psi ^{a}\right)\right]=\,i\,{\bar {\psi }}_{La}\partial \!\!\!/\psi _{L}^{a}+\,i\,{\bar {\psi }}_{Ra}\partial \!\!\!/\psi _{R}^{a}+{\frac {\lambda }{N}}\,\left({\bar {\psi }}_{La}\psi _{R}^{b}\right)\left({\bar {\psi }}_{Rb}\psi _{L}^{a}\right).}
dove a, b, c sono gli indici dei tre sapori.
La simmetria globale è SU(N)L×SU(N)R× U(1)Q × U(1)χ. Il termine SU(N)L×SU(N)R (il quale agisce sui sapori levogiri e destrogiri, tra i quali non c'è corrispondenza naturale) tiene conto della simmetria chirale. U(1)Q è la carica Dirac (anche detta "numero barionico") e U(1)χ la carica assiale (la quale si rompe spontaneamente alla creazione del condensato).
Quando il condensato chirale si forma, la simmetria si rompe spontaneamente nel sottogruppo diagonale SU(N). Effetto principale di tale rottura è la formazione di pioni, bosoni pseudoscalari e privi di massa. Questa è un'importante differenza con la teoria BCS, nella quale la rottura avviene anomalmente.